# Józef Męcina-Krzesz
Józef Feliks Męcina-Krzesz (2. ledna 1860 Krakov - 2. nebo 3. prosince 1934 Poznaň) byl polský malíř, známý svými obrazy historických a žánrových scén.
V letech 1877-1884 studoval Akademii výtvarných umění v Krakově, kde od roku 1882 byl žákem Jana Matejky. V roce 1884 za obraz „Bitva pod Orsza“ získal stipendium a pokračoval ve studiu v Paříži, kam se přestěhoval v roce 1885. Studoval na škole „Jean-Paula Laurense“, kde navázal řadu kontaktů s francouzskými umělci. V letech 1888-1892 vystavoval svá díla v oficiálních salónech a v roce 1889 získal čestné uznání za portrét Edmunda Chojeckiho. Kreslil pro francouzské časopisy „L'Illustration” i „Figaro Illustré”. Během života navštívil Itálii, dále města Mnichov, Drážďany a Londýn. V roce 1894 se vrátil do Krakova. V letech 1914-1916 pobýval v Praze a v roce 1921 se přestěhoval do Poznaně. V raném období kreativity pod vlivem Jana Matejky maloval hlavně historické obrazy, a později i žánrové scény, náboženské motivy (série Otčenáš) a četné portréty. Podílel se na řadě výstav doma i v zahraničí (Paříž, Petrohrad, Kyjev, Budapešť, Berlín).
Hudební skladatel Leoš Janáček inspirován obrazy série Otčenáš složil stejnojmennou kantátu pro smíšený sbor, sólo tenor, varhany a harfu.